# Campeonato Brasileiro de Futebol Feminino de 2025 - Série A3
A Série A3 do Campeonato Brasileiro Feminino de 2025 é a quarta edição deste evento esportivo, um torneio nacional de futebol feminino organizado pela Confederação Brasileira de Futebol (CBF).

## Mudanças e Formato
Para o ano de 2025, o formato do campeonato sofreu mudanças. Com várias mudanças no calendário feminino em 2025 e 2026, a Série A3 já neste ano contará com uma mudança em sua 1ª fase, onde os 32 clubes passarão a ser distribuídos em 8 grupos de 4 clubes, e jogarão em turno único, aumentando assim a competição de 62 para 78 jogos. Para o ano de 2026, os jogos da 1ª fase serão disputados em turno e returno.
1. Primeira fase (Fase de grupos): trinta e dois clubes distribuídos em oito grupos de quatro clubes cada
2. Segunda fase (oitavas de final): dezesseis clubes distribuídos em oito grupos de dois clubes cada
3. Terceira fase (quartas de final): oito clubes distribuídos em quatro grupos de dois clubes cada
4. Quarta fase (semifinal): quatro clubes distribuídos em dois grupos de dois clubes cada
5. Quinta fase (final): em um grupo de dois clubes, de onde sairá o campeão

Os quatro times que chegarem à semifinal, conseguirão o acesso para a Série A2 de 2026.

### Critérios de desempate
Em caso de empate de pontos entre dois clubes, os critérios de desempate são aplicados na seguinte ordem:
1. Número de vitórias
2. Saldo de gols
3. Gols marcados
4. Número de cartões vermelhos
5. Número de cartões amarelos
6. Sorteio

## Participantes
| Equipe                 | Estado              | Classificação                              | Estádio (mando)         | Capacidade | Títulos        |
| ---------------------- | ------------------- | ------------------------------------------ | ----------------------- | ---------- | -------------- |
| Atlético de Alagoinhas | Bahia               | Melhor colocado do Estadual 2024           | Carneirão               | 16 000     | 0 (não possui) |
| Atlético Piauiense     | Piauí               | Campeão do Estadual 2024                   | Albertão                | 44 200     | 0 (não possui) |
| Brasil de Farroupilha  | Rio Grande do Sul   | Melhor colocado do Estadual 2024           | Castanheiras            | 5 000      | 0 (não possui) |
| Ceará                  | Ceará               | Campeão do Estadual 2024                   | Franzé Moraes           | 4 000      | 0 (não possui) |
| Coritiba               | Paraná              | 6.º (Série A3)                             | CT da Graciosa          | 100        | 0 (não possui) |
| CRESSPOM               | Distrito Federal    | Melhor colocado do Estadual 2024           | Defelê                  | 6 875      | 0 (não possui) |
| Criciúma               | Santa Catarina      | Melhor colocado do Estadual 2024           | CT Antenor Angeloni     | 1 200      | 0 (não possui) |
| Doce Mel               | Bahia               | 15.º (Série A2)                            | Waldomirão              | 4 000      | 0 (não possui) |
| Galvez                 | Acre                | Campeão do Estadual 2024                   | Arena da Floresta       | 13 784     | 0 (não possui) |
| Guarani de Paripueira  | Alagoas             | Melhor colocado do Estadual 2024           | Rei Pelé                | 20 800     | 0 (não possui) |
| IAPE                   | Maranhão            | Campeão do Estadual 2024                   | Nhozinho Santos         | 12 891     | 0 (não possui) |
| Ipojuca                | Pernambuco          | Melhor colocado do Estadual 2024           | Antônio Dourado         | 4 000      | 0 (não possui) |
| Itabirito              | Minas Gerais        | Melhor colocado do Estadual 2024           | Usina Esperança         | 2 000      | 0 (não possui) |
| Juventude-SE           | Sergipe             | Campeão do Estadual 2024                   | Batistão                | 15 586     | 0 (não possui) |
| Manaus                 | Amazonas            | Melhor colocado do ranking na região norte | Carlos Zamith           | 6 500      | 0 (não possui) |
| Mixto-PB               | Paraíba             | Campeão do Estadual 2024                   | Almeidão                | 19 000     | 0 (não possui) |
| Operário FC            | Mato Grosso         | Campeão do Estadual 2024                   | Dutrinha                | 9 000      | 0 (não possui) |
| Operário-MS            | Mato Grosso do Sul  | Melhor colocado do Estadual 2024           | Moreninhas              | 4 500      | 0 (não possui) |
| Pérolas Negras         | Rio de Janeiro      | Melhor colocado do Estadual 2024           | Rua Bariri              | 11 000     | 0 (não possui) |
| Pinda                  | São Paulo           | Segundo melhor colocado do Estadual 2024   | Antônio Pinheiro Junior | 3 000      | 0 (não possui) |
| Prosperidade           | Espírito Santo      | Campeão do Estadual 2024                   | Almiro Ofranti          | 2 000      | 0 (não possui) |
| Realidade Jovem        | São Paulo           | Melhor colocado do Estadual 2024           | João Mendes Athayde     | 4 000      | 0 (não possui) |
| Recanto Interativo     | Amazonas            | 16.º (Série A2)                            | Colina                  | 10 000     | 0 (não possui) |
| Rolim de Moura         | Rondônia            | Campeão do Estadual 2024                   | Cassolão                | 5 000      | 0 (não possui) |
| São Raimundo-RR        | Roraima             | Melhor colocado do Estadual 2024           | Canarinho               | 4 556      | 0 (não possui) |
| Tarumã                 | Amazonas            | Melhor colocado do Estadual 2024           | Carlos Zamith           | 6 500      | 0 (não possui) |
| Toledo                 | Paraná              | Melhor colocado do Estadual 2024           | 14 de Dezembro          | 7 260      | 0 (não possui) |
| Tuna Luso              | Pará                | Campeão do Estadual 2024                   | Souza                   | 6 500      | 0 (não possui) |
| UDA                    | Alagoas             | 13.º (Série A2)                            | Rei Pelé                | 20 800     | 0 (não possui) |
| União-RN               | Rio Grande do Norte | Campeão do Estadual 2024                   | Arena das Dunas         | 31 375     | 0 (não possui) |
| Vila Nova              | Goiás               | Campeão do Estadual 2024                   | OBA                     | 11 788     | 0 (não possui) |
| Ypiranga-AP            | Amapá               | Campeão do Estadual 2024                   | Glicerão                | 5 630      | 0 (não possui) |

## Estádios

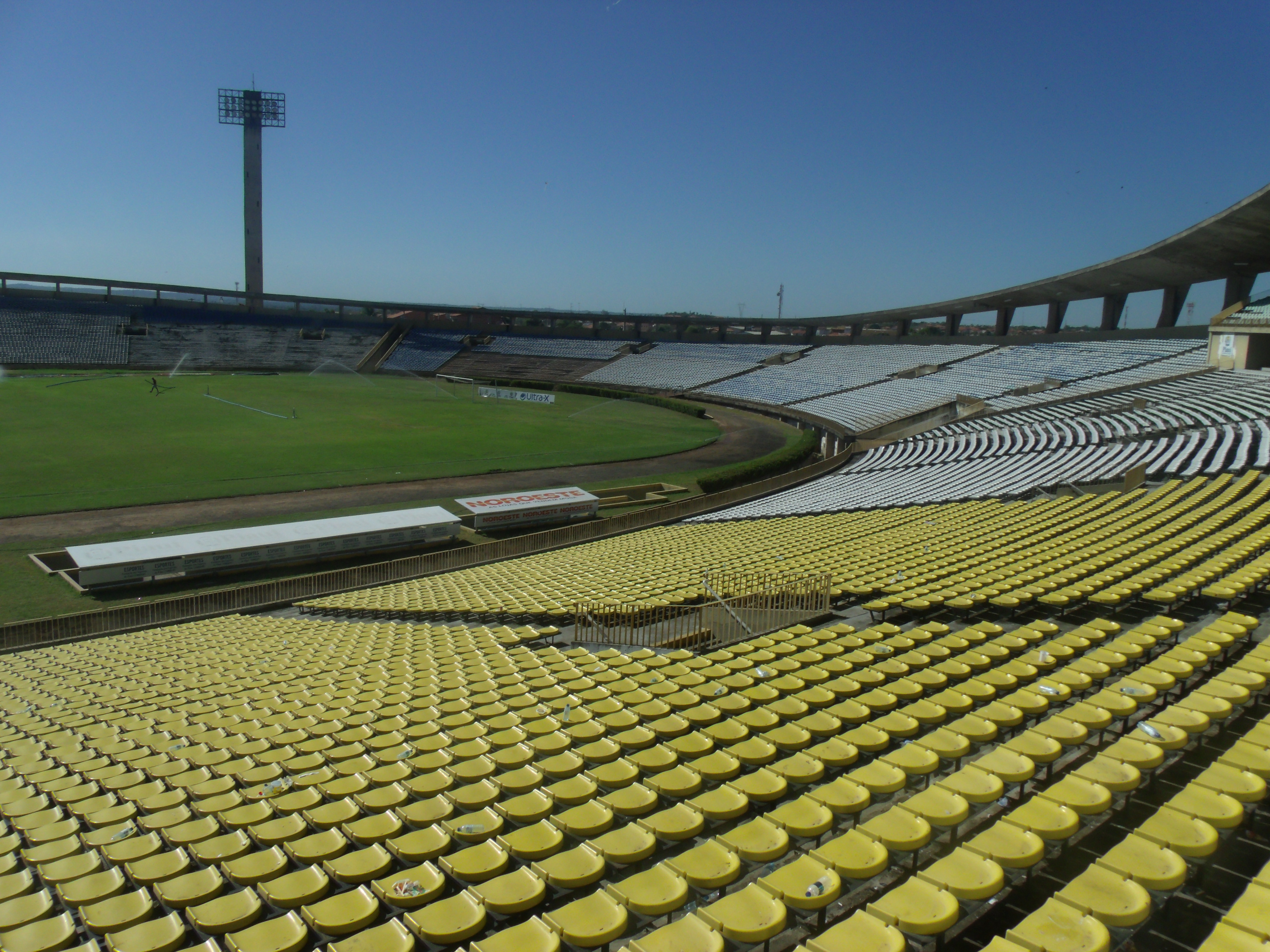
Albertão
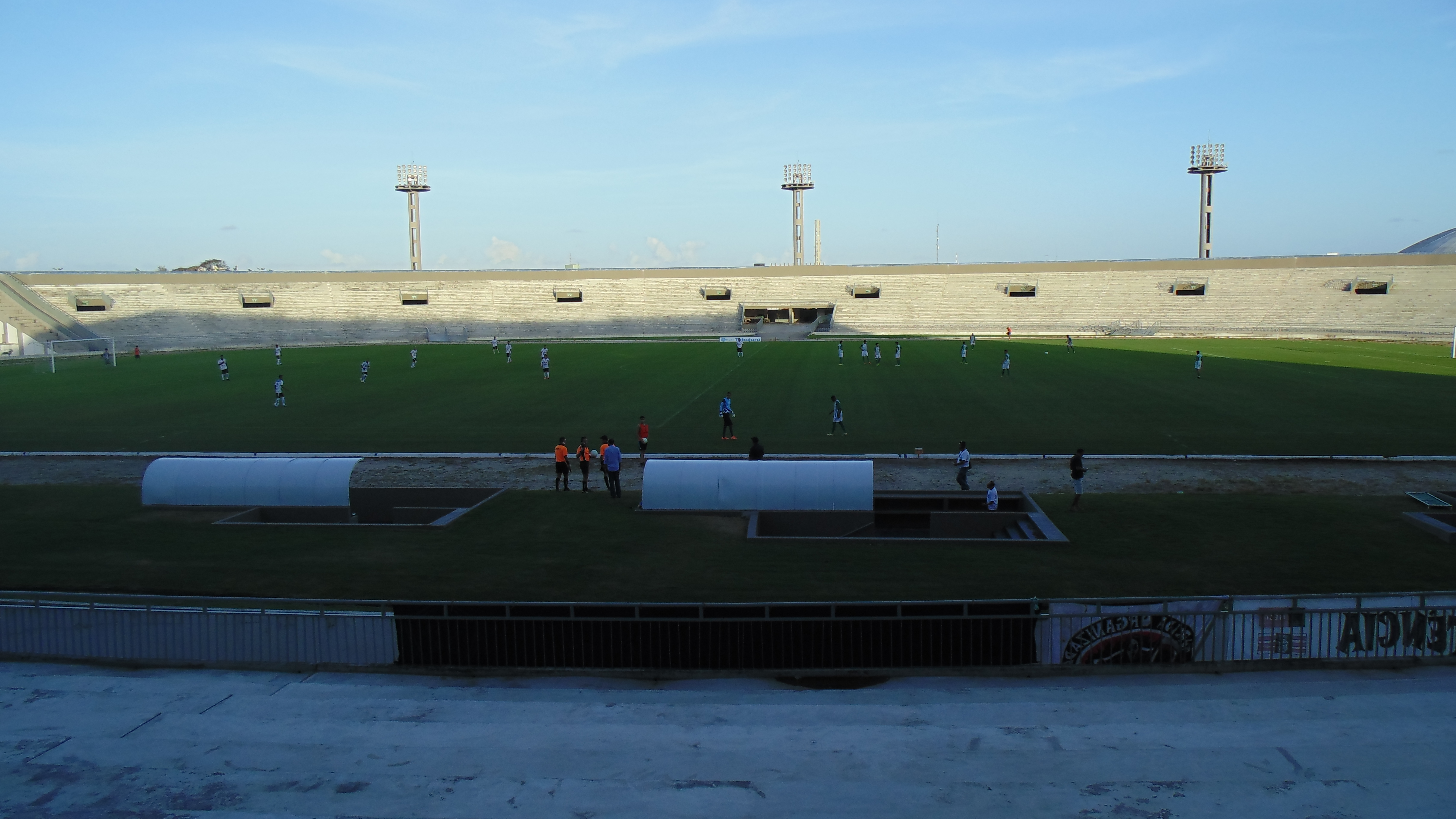
Almeidão
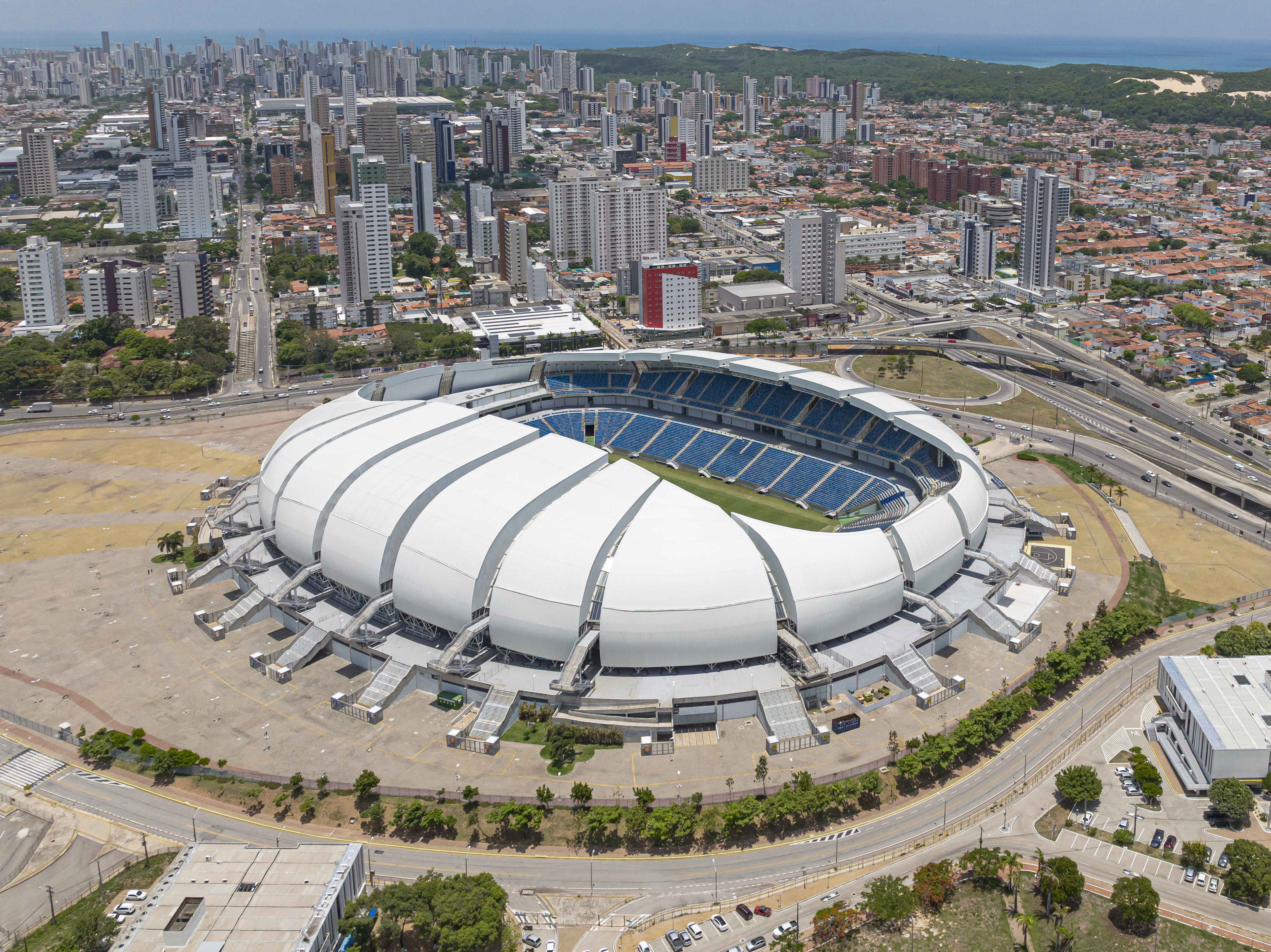
Arena das Dunas
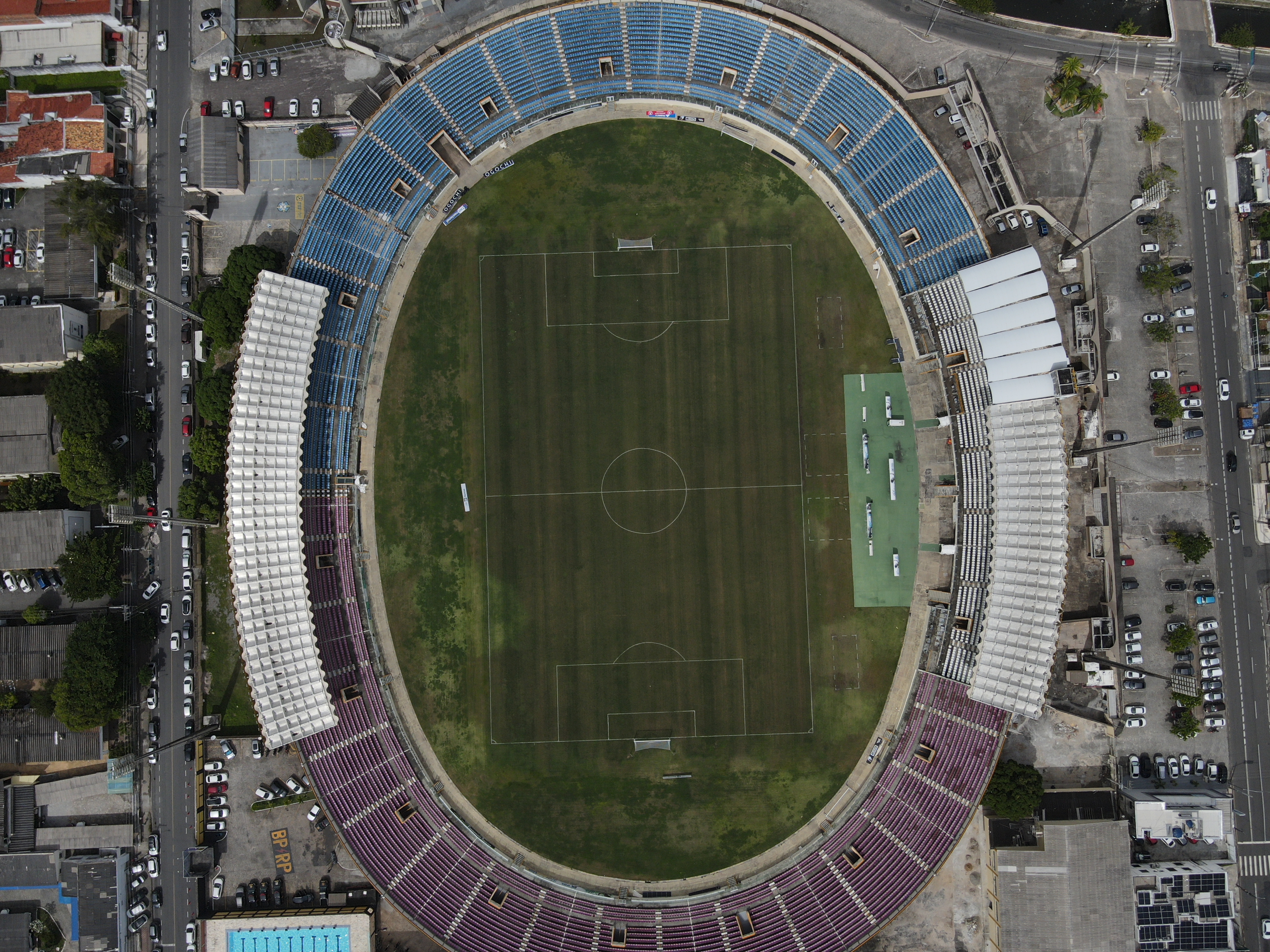
Batistão
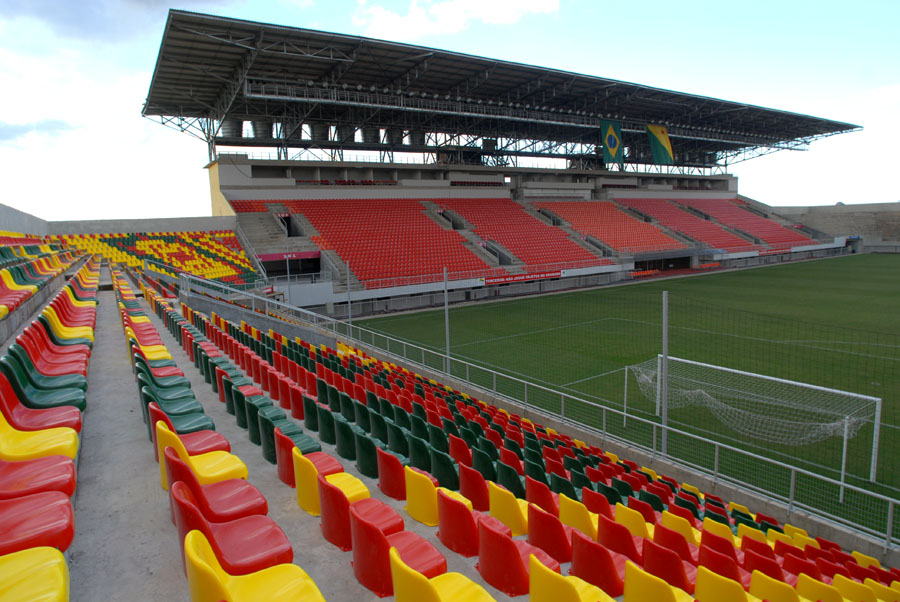
Arena da Floresta
Carneirão
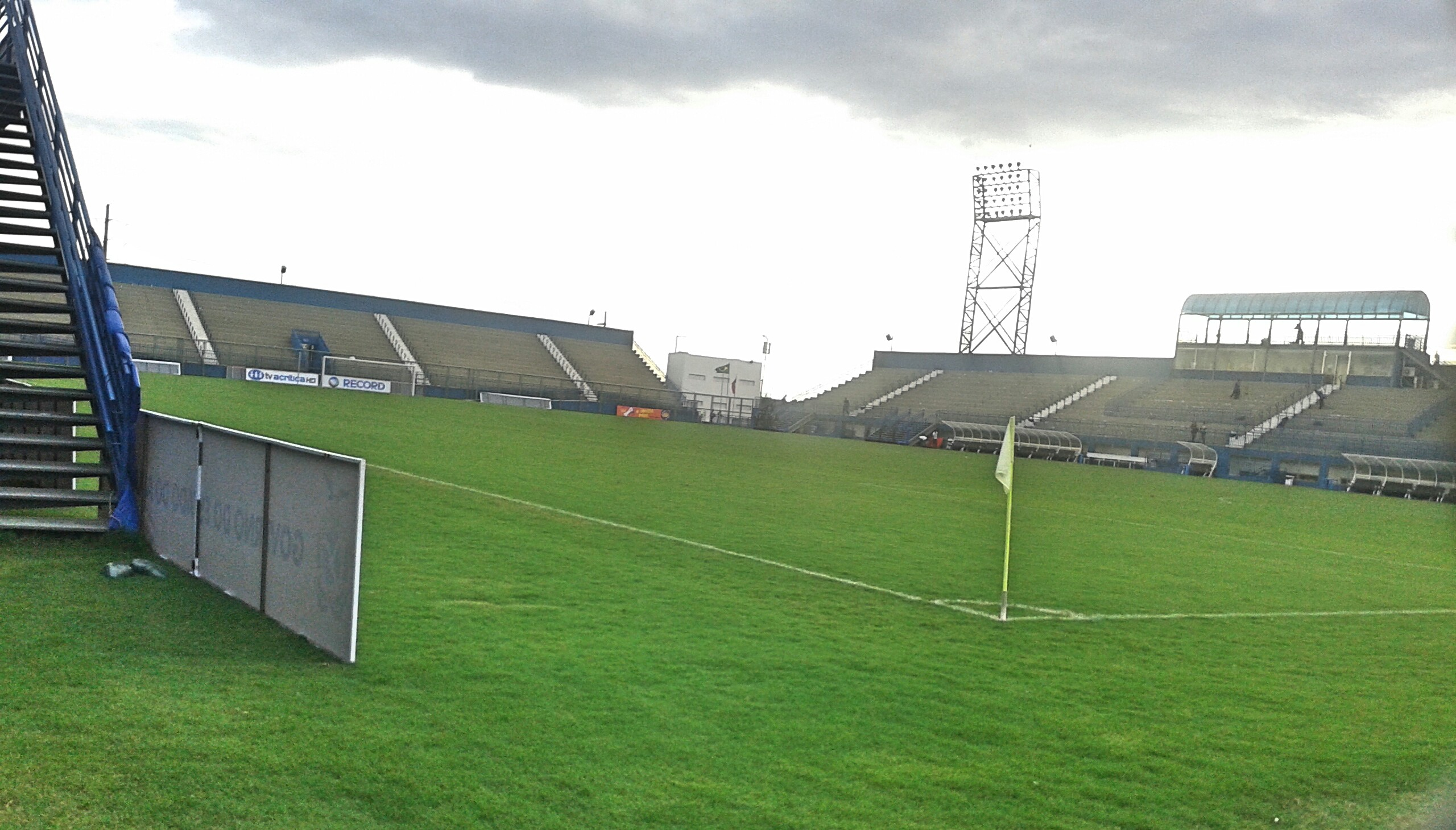
Colina
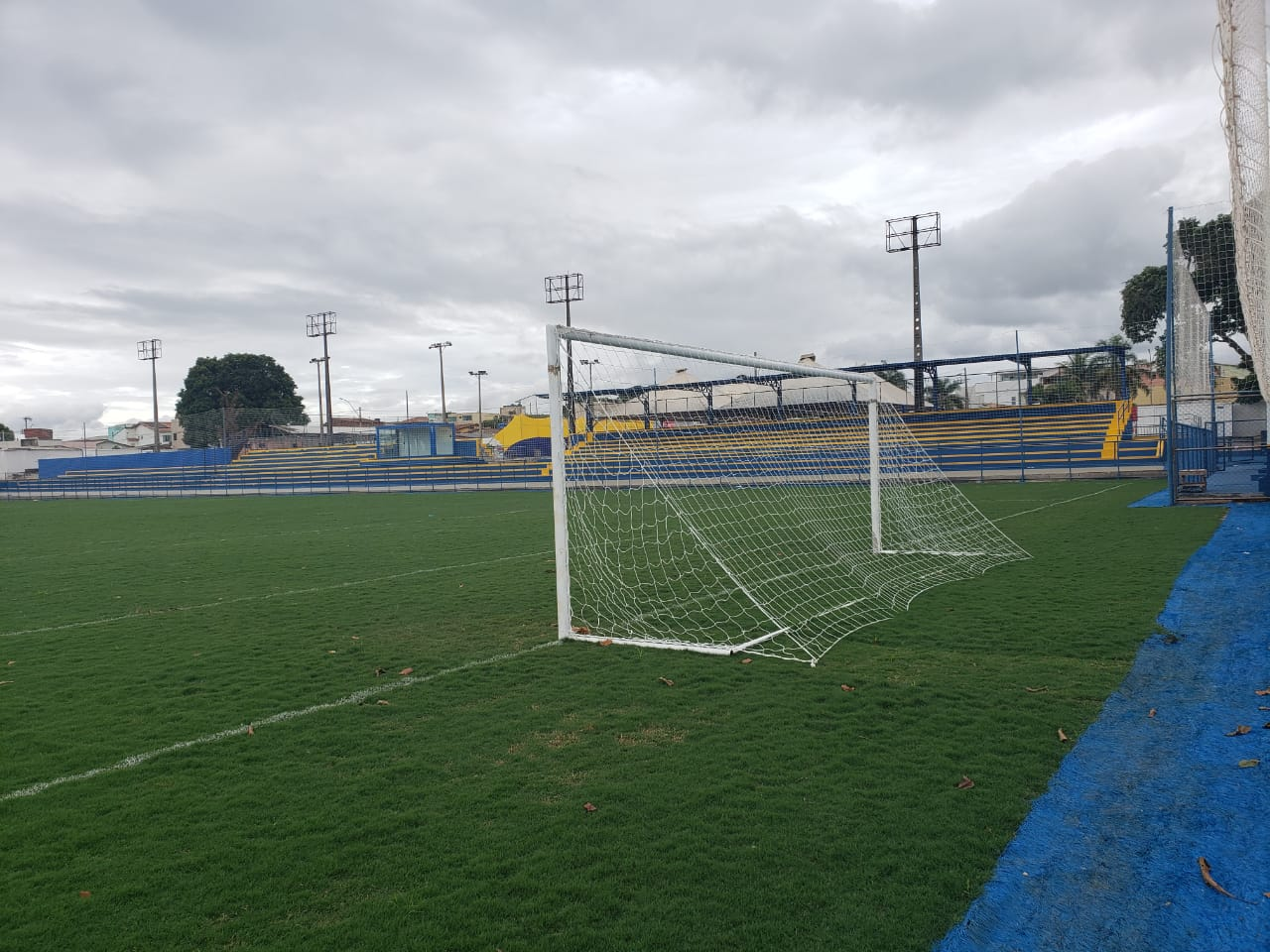
Defelê
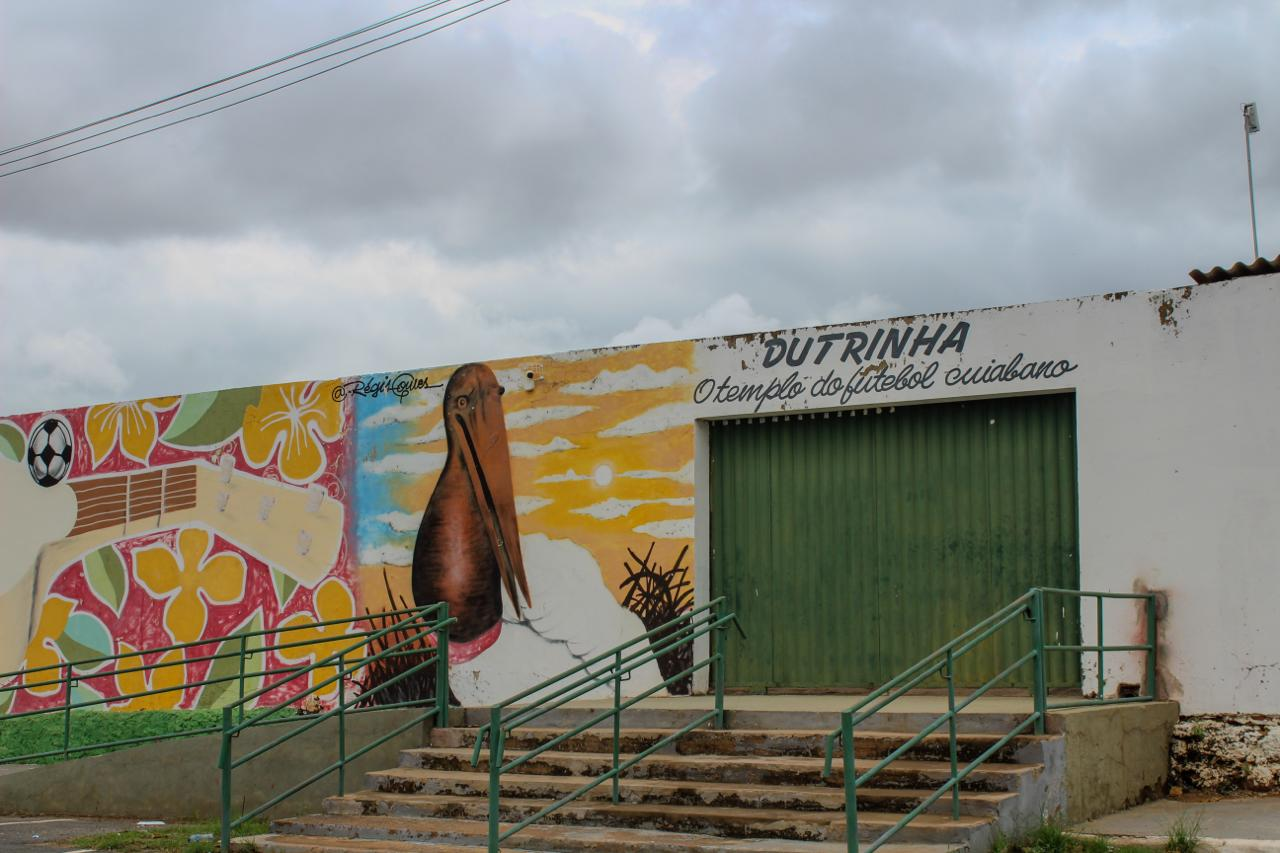
Dutrinha
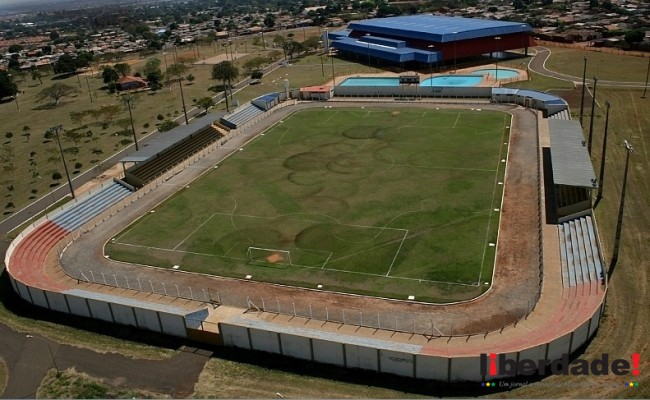
Moreninhas
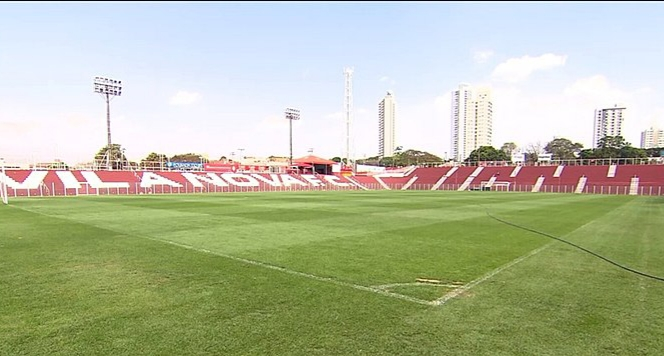
OBA
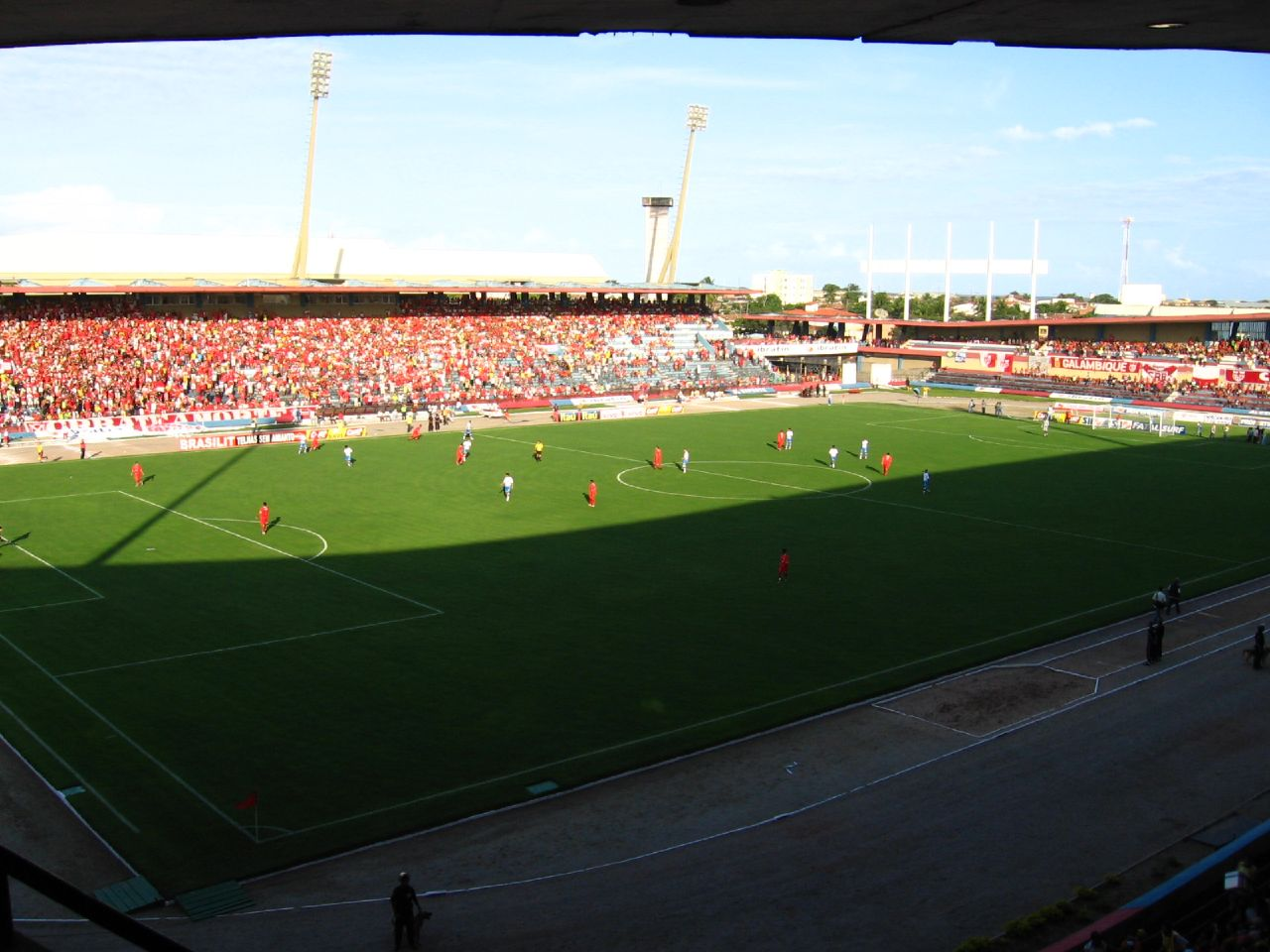
Rei Pelé
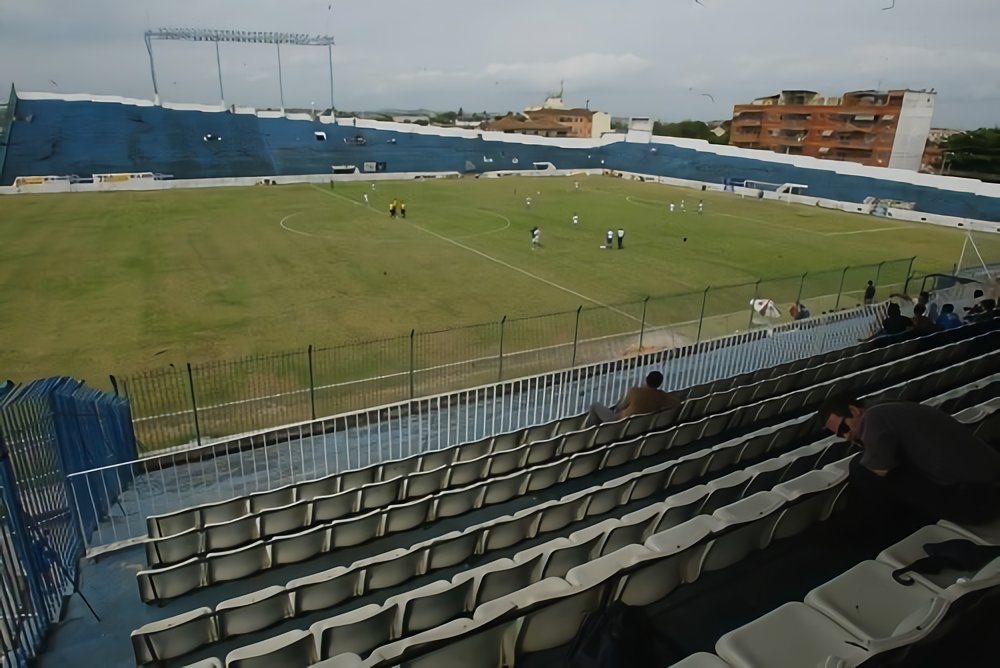
Rua Bariri

### Outros estádios
Além dos estádios de mando usual, outros estádios foram utilizados devido a punições de perda de mando de campo impostas pelo Superior Tribunal de Justiça Desportiva ou por conta de problemas de interdição dos estádios usuais ou simplesmente por opção dos clubes em mandar seus jogos em outros locais, geralmente buscando uma melhor renda.

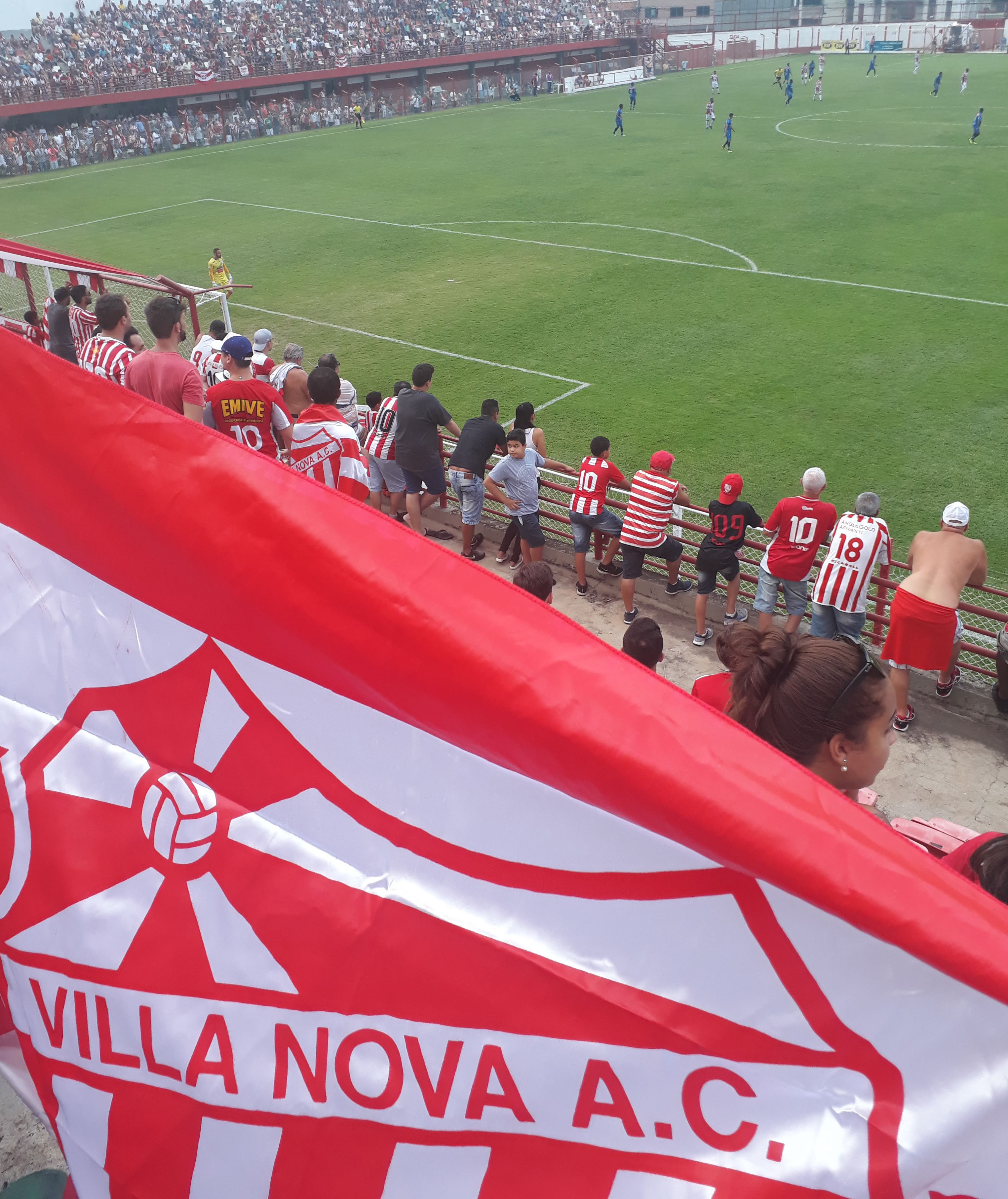
Castor Cifuentes (Nova Lima)

Ainda foi utilizada a Arena Gregorão (Contagem).

## Primeira fase

### Grupo 1
| Pos | Equipe             | Pts | J | V | E | D | GP | GC | SG  | Classificação ou descenso       |     | GAL | RMO | TAR | REC  |
| --- | ------------------ | --- | - | - | - | - | -- | -- | --- | ------------------------------- | --- | --- | --- | --- | ---- |
| 1   | Galvez             | 9   | 3 | 3 | 0 | 0 | 9  | 4  | +5  | Classificados para a Fase Final |     | —   | 2–1 |     |      |
| 2   | Rolim de Moura     | 4   | 3 | 1 | 1 | 1 | 12 | 3  | +9  | Classificados para a Fase Final |     |     | —   |     | 10–0 |
| 3   | Tarumã             | 4   | 3 | 1 | 1 | 1 | 8  | 3  | +5  |                                 |     | 1–2 | 1–1 | —   |      |
| 4   | Recanto Interativo | 0   | 3 | 0 | 0 | 3 | 2  | 21 | −19 |                                 | 2–5 |     | 0–6 | —   |      |

### Grupo 2
| Pos | Equipe      | Pts | J | V | E | D | GP | GC | SG | Classificação ou descenso       |  | VNO | OMS | CRE | OMT |
| --- | ----------- | --- | - | - | - | - | -- | -- | -- | ------------------------------- |  | --- | --- | --- | --- |
| 1   | Vila Nova   | 9   | 3 | 3 | 0 | 0 | 7  | 2  | +5 | Classificados para a Fase Final |  | —   | 2–0 |     | 4–2 |
| 2   | Operário-MS | 6   | 3 | 2 | 0 | 1 | 6  | 6  | 0  | Classificados para a Fase Final |  |     | —   |     | 5–4 |
| 3   | CRESSPOM    | 1   | 3 | 0 | 1 | 2 | 0  | 2  | −2 |                                 |  | 0–1 | 0–1 | —   |     |
| 4   | Operário FC | 1   | 3 | 0 | 1 | 2 | 6  | 9  | −3 |                                 |  |     | 0–0 | —   |     |

### Grupo 3
| Pos | Equipe          | Pts | J | V | E | D | GP | GC | SG | Classificação ou descenso       |     | PNE | ITA | REA | PIN |
| --- | --------------- | --- | - | - | - | - | -- | -- | -- | ------------------------------- | --- | --- | --- | --- | --- |
| 1   | Pérolas Negras  | 7   | 3 | 2 | 1 | 0 | 4  | 1  | +3 | Classificados para a Fase Final |     | —   | 1–1 |     |     |
| 2   | Itabirito       | 5   | 3 | 1 | 2 | 0 | 3  | 2  | +1 | Classificados para a Fase Final |     |     | —   |     | 1–0 |
| 3   | Realidade Jovem | 2   | 3 | 0 | 2 | 1 | 1  | 3  | −2 |                                 |     | 0–2 | 1–1 | —   |     |
| 4   | Pinda           | 1   | 3 | 0 | 1 | 2 | 0  | 2  | −2 |                                 | 0–1 |     | 0–0 | —   |     |

### Grupo 4
| Pos | Equipe                | Pts | J | V | E | D | GP | GC | SG  | Classificação ou descenso       |     | COR | BRA | CRI | TOL |
| --- | --------------------- | --- | - | - | - | - | -- | -- | --- | ------------------------------- | --- | --- | --- | --- | --- |
| 1   | Coritiba              | 9   | 3 | 3 | 0 | 0 | 7  | 2  | +5  | Classificados para a Fase Final |     | —   | 1–0 |     |     |
| 2   | Brasil de Farroupilha | 6   | 3 | 2 | 0 | 1 | 5  | 2  | +3  | Classificados para a Fase Final |     |     | —   | 3–1 | 2–0 |
| 3   | Criciúma              | 3   | 3 | 1 | 0 | 2 | 8  | 6  | +2  |                                 |     | 1–2 |     | —   | 6–1 |
| 4   | Toledo                | 0   | 3 | 0 | 0 | 3 | 2  | 12 | −10 |                                 | 1–4 |     |     | —   |     |

### Grupo 5
| Pos | Equipe          | Pts | J | V | E | D | GP | GC | SG | Classificação ou descenso       |  | YPI | TUN | SRA | MAN |
| --- | --------------- | --- | - | - | - | - | -- | -- | -- | ------------------------------- |  | --- | --- | --- | --- |
| 1   | Ypiranga-AP     | 7   | 3 | 2 | 1 | 0 | 5  | 3  | +2 | Classificados para a Fase Final |  | —   |     | 1–0 | 3–2 |
| 2   | Tuna Luso       | 4   | 3 | 1 | 1 | 1 | 3  | 2  | +1 | Classificados para a Fase Final |  | 1–1 | —   |     |     |
| 3   | São Raimundo-RR | 3   | 3 | 1 | 0 | 2 | 3  | 3  | 0  |                                 |  |     | 0–2 | —   | 3–0 |
| 4   | Manaus          | 3   | 3 | 1 | 0 | 2 | 3  | 6  | −3 |                                 |  | 1–0 |     | —   |     |

### Grupo 6
| Pos | Equipe             | Pts | J | V | E | D | GP | GC | SG  | Classificação ou descenso       |     | API | CEA | UNI | IAP |
| --- | ------------------ | --- | - | - | - | - | -- | -- | --- | ------------------------------- | --- | --- | --- | --- | --- |
| 1   | Atlético Piauiense | 9   | 3 | 3 | 0 | 0 | 13 | 2  | +11 | Classificados para a Fase Final |     | —   | 3–1 |     |     |
| 2   | Ceará              | 6   | 3 | 2 | 0 | 1 | 8  | 3  | +5  | Classificados para a Fase Final |     |     | —   | 2–0 | 5–0 |
| 3   | União-RN           | 3   | 3 | 1 | 0 | 2 | 7  | 3  | +4  |                                 |     | 0–1 |     | —   |     |
| 4   | IAPE               | 0   | 3 | 0 | 0 | 3 | 1  | 21 | −20 |                                 | 1–9 |     | 0–7 | —   |     |

### Grupo 7
| Pos | Equipe                | Pts | J | V | E | D | GP | GC | SG | Classificação ou descenso       |     | UDA | IPO | MIX | GUA |
| --- | --------------------- | --- | - | - | - | - | -- | -- | -- | ------------------------------- | --- | --- | --- | --- | --- |
| 1   | UDA                   | 9   | 3 | 3 | 0 | 0 | 8  | 1  | +7 | Classificados para a Fase Final |     | —   | 3–0 | 2–1 |     |
| 2   | Ipojuca               | 6   | 3 | 2 | 0 | 1 | 4  | 5  | −1 | Classificados para a Fase Final |     |     | —   | 2–1 | 2–1 |
| 3   | Mixto-PB              | 3   | 3 | 1 | 0 | 2 | 5  | 4  | +1 |                                 |     |     |     | —   | 3–0 |
| 4   | Guarani de Paripueira | 0   | 3 | 0 | 0 | 3 | 1  | 8  | −7 |                                 | 0–3 |     |     | —   |     |

### Grupo 8
| Pos | Equipe                 | Pts | J | V | E | D | GP | GC | SG | Classificação ou descenso       |  | DOC | JUV | PRO | AAL |
| --- | ---------------------- | --- | - | - | - | - | -- | -- | -- | ------------------------------- |  | --- | --- | --- | --- |
| 1   | Doce Mel               | 7   | 3 | 2 | 1 | 0 | 6  | 1  | +5 | Classificados para a Fase Final |  | —   |     | 2–0 | 3–0 |
| 2   | Juventude-SE           | 4   | 3 | 1 | 1 | 1 | 5  | 5  | 0  | Classificados para a Fase Final |  | 1–1 | —   |     |     |
| 3   | Prosperidade           | 4   | 3 | 1 | 1 | 1 | 3  | 4  | −1 |                                 |  |     | 1–0 | —   |     |
| 4   | Atlético de Alagoinhas | 1   | 3 | 0 | 1 | 2 | 5  | 9  | −4 |                                 |  | R–3 | 2–2 | —   |     |

## Fase final
Em itálico, os clubes que possuem o mando de campo no primeiro jogo do confronto. Em negrito, os vencedores.
|  | Oitavas de final      | Oitavas de final | Oitavas de final | Oitavas de final |       |                    | Quartas de final | Quartas de final | Quartas de final | Quartas de final |  |                    | Semifinais               | Semifinais               | Semifinais               | Semifinais               |                    |   | Final            | Final            | Final            | Final            |
|  | 17 a 25 de maio       | 17 a 25 de maio  | 17 a 25 de maio  | 17 a 25 de maio  |       |                    | 6 a 14 de junho  | 6 a 14 de junho  | 6 a 14 de junho  | 6 a 14 de junho  |  |                    | 21 de junho a 6 de julho | 21 de junho a 6 de julho | 21 de junho a 6 de julho | 21 de junho a 6 de julho |                    |   | 9 e 16 de agosto | 9 e 16 de agosto | 9 e 16 de agosto | 9 e 16 de agosto |
|  |                       |                  |                  |                  |       |                    |                  |                  |                  |                  |  |                    |                          |                          |                          |                          |                    |   |                  |                  |                  |                  |
|  | Atlético Piauiense    | 4                | 3                | 7                |       |                    |                  |                  |                  |                  |  |                    |                          |                          |                          |                          |                    |   |                  |                  |                  |                  |
|  | Tuna Luso             | 0                | 2                | 2                |       |                    |                  |                  |                  |                  |  |                    |                          |                          |                          |                          |                    |   |                  |                  |                  |                  |
|  | Tuna Luso             | 0                | 2                | 2                |       | Atlético Piauiense | 2                | 3                | 5                |                  |  |                    |                          |                          |                          |                          |                    |   |                  |                  |                  |                  |
|  |                       |                  |                  |                  |       | Atlético Piauiense | 2                | 3                | 5                |                  |  |                    |                          |                          |                          |                          |                    |   |                  |                  |                  |                  |
|  |                       | Ceará            | 2                | 0                | 2     |                    |                  |                  |                  |                  |  |                    |                          |                          |                          |                          |                    |   |                  |                  |                  |                  |
|  | Ypiranga-AP           | Ceará            | 2                | 0                | 2     | 0                  | 1                | 1                |                  |                  |  |                    |                          |                          |                          |                          |                    |   |                  |                  |                  |                  |
|  | Ypiranga-AP           |                  |                  |                  |       | 0                  | 1                | 1                |                  |                  |  |                    |                          |                          |                          |                          |                    |   |                  |                  |                  |                  |
|  | Ceará                 | 1                | 1                | 2                |       |                    |                  |                  |                  |                  |  |                    |                          |                          |                          |                          |                    |   |                  |                  |                  |                  |
|  | Ceará                 | 1                | 1                | 2                |       |                    |                  |                  |                  |                  |  | Atlético Piauiense | 3                        | 3                        | 6                        |                          |                    |   |                  |                  |                  |                  |
|  |                       |                  |                  |                  |       |                    |                  |                  |                  |                  |  | Atlético Piauiense | 3                        | 3                        | 6                        |                          |                    |   |                  |                  |                  |                  |
|  |                       | Doce Mel         | 0                | 1                | 1     |                    |                  |                  |                  |                  |  |                    |                          |                          |                          |                          |                    |   |                  |                  |                  |                  |
|  | UDA (pen)             | Doce Mel         | 0                | 1                | 1     | 2                  | 2                | 4 (5)            |                  |                  |  |                    |                          |                          |                          |                          |                    |   |                  |                  |                  |                  |
|  | UDA (pen)             |                  |                  |                  |       | 2                  | 2                | 4 (5)            |                  |                  |  |                    |                          |                          |                          |                          |                    |   |                  |                  |                  |                  |
|  | Juventude-SE          | 2                | 2                | 4 (4)            |       |                    |                  |                  |                  |                  |  |                    |                          |                          |                          |                          |                    |   |                  |                  |                  |                  |
|  | Juventude-SE          | 2                | 2                | 4 (4)            |       | UDA                | 1                | 0                | 1 (3)            |                  |  |                    |                          |                          |                          |                          |                    |   |                  |                  |                  |                  |
|  |                       |                  |                  |                  |       | UDA                | 1                | 0                | 1 (3)            |                  |  |                    |                          |                          |                          |                          |                    |   |                  |                  |                  |                  |
|  |                       | Doce Mel (pen)   | 0                | 1                | 1 (4) |                    |                  |                  |                  |                  |  |                    |                          |                          |                          |                          |                    |   |                  |                  |                  |                  |
|  | Doce Mel (pen)        | Doce Mel (pen)   | 0                | 1                | 1 (4) | 2                  | 1                | 3 (6)            |                  |                  |  |                    |                          |                          |                          |                          |                    |   |                  |                  |                  |                  |
|  | Doce Mel (pen)        |                  |                  |                  |       | 2                  | 1                | 3 (6)            |                  |                  |  |                    |                          |                          |                          |                          |                    |   |                  |                  |                  |                  |
|  | Ipojuca               | 2                | 1                | 3 (5)            |       |                    |                  |                  |                  |                  |  |                    |                          |                          |                          |                          |                    |   |                  |                  |                  |                  |
|  | Ipojuca               | 2                | 1                | 3 (5)            |       |                    |                  |                  |                  |                  |  |                    |                          |                          |                          |                          | Atlético Piauiense | 1 | 4                | 5                |                  |                  |
|  |                       |                  |                  |                  |       |                    |                  |                  |                  |                  |  |                    |                          |                          |                          |                          |                    | 1 | 4                | 5                |                  |                  |
|  |                       | Vila Nova        | 2                | 0                | 2     |                    |                  |                  |                  |                  |  |                    |                          |                          |                          |                          |                    |   |                  |                  |                  |                  |
|  | Vila Nova             | Vila Nova        | 2                | 0                | 2     | 3                  | 4                | 7                |                  |                  |  |                    |                          |                          |                          |                          |                    |   |                  |                  |                  |                  |
|  | Vila Nova             |                  |                  |                  |       | 3                  | 4                | 7                |                  |                  |  |                    |                          |                          |                          |                          |                    |   |                  |                  |                  |                  |
|  | Rolim de Moura        | 2                | 0                | 2                |       |                    |                  |                  |                  |                  |  |                    |                          |                          |                          |                          |                    |   |                  |                  |                  |                  |
|  | Rolim de Moura        | 2                | 0                | 2                |       | Vila Nova          | 1                | 2                | 3                |                  |  |                    |                          |                          |                          |                          |                    |   |                  |                  |                  |                  |
|  |                       |                  |                  |                  |       | Vila Nova          | 1                | 2                | 3                |                  |  |                    |                          |                          |                          |                          |                    |   |                  |                  |                  |                  |
|  |                       | Operário-MS      | 1                | 1                | 2     |                    |                  |                  |                  |                  |  |                    |                          |                          |                          |                          |                    |   |                  |                  |                  |                  |
|  | Galvez                | Operário-MS      | 1                | 1                | 2     | 0                  | 2                | 2                |                  |                  |  |                    |                          |                          |                          |                          |                    |   |                  |                  |                  |                  |
|  | Galvez                |                  |                  |                  |       | 0                  | 2                | 2                |                  |                  |  |                    |                          |                          |                          |                          |                    |   |                  |                  |                  |                  |
|  | Operário-MS           | 3                | 1                | 4                |       |                    |                  |                  |                  |                  |  |                    |                          |                          |                          |                          |                    |   |                  |                  |                  |                  |
|  | Operário-MS           | 3                | 1                | 4                |       |                    |                  |                  |                  |                  |  | Vila Nova (pen)    | 3                        | 1                        | 4 (5)                    |                          |                    |   |                  |                  |                  |                  |
|  |                       |                  |                  |                  |       |                    |                  |                  |                  |                  |  | Vila Nova (pen)    | 3                        | 1                        | 4 (5)                    |                          |                    |   |                  |                  |                  |                  |
|  |                       | Itabirito        | 3                | 1                | 4 (4) |                    |                  |                  |                  |                  |  |                    |                          |                          |                          |                          |                    |   |                  |                  |                  |                  |
|  | Pérolas Negras        | Itabirito        | 3                | 1                | 4 (4) | 2                  | 1                | 3                |                  |                  |  |                    |                          |                          |                          |                          |                    |   |                  |                  |                  |                  |
|  | Pérolas Negras        |                  |                  |                  |       | 2                  | 1                | 3                |                  |                  |  |                    |                          |                          |                          |                          |                    |   |                  |                  |                  |                  |
|  | Brasil de Farroupilha | 1                | 0                | 1                |       |                    |                  |                  |                  |                  |  |                    |                          |                          |                          |                          |                    |   |                  |                  |                  |                  |
|  | Brasil de Farroupilha | 1                | 0                | 1                |       | Pérolas Negras     | 1                | 1                | 2 (2)            |                  |  |                    |                          |                          |                          |                          |                    |   |                  |                  |                  |                  |
|  |                       |                  |                  |                  |       | Pérolas Negras     | 1                | 1                | 2 (2)            |                  |  |                    |                          |                          |                          |                          |                    |   |                  |                  |                  |                  |
|  |                       | Itabirito (pen)  | 1                | 1                | 2 (4) |                    |                  |                  |                  |                  |  |                    |                          |                          |                          |                          |                    |   |                  |                  |                  |                  |
|  | Coritiba              | Itabirito (pen)  | 1                | 1                | 2 (4) | 0                  | 0                | 0                |                  |                  |  |                    |                          |                          |                          |                          |                    |   |                  |                  |                  |                  |
|  | Coritiba              |                  |                  |                  |       | 0                  | 0                | 0                |                  |                  |  |                    |                          |                          |                          |                          |                    |   |                  |                  |                  |                  |
|  | Itabirito             | 2                | 1                | 3                |       |                    |                  |                  |                  |                  |  |                    |                          |                          |                          |                          |                    |   |                  |                  |                  |                  |

## Estatísticas

### Artilharia
| Gols | Jogadora         | Equipe             |
| ---- | ---------------- | ------------------ |
| 10   | Silmara          | Atlético Piauiense |
| 7    | Aissa            | Operário-MS        |
| 7    | Jéssica Alagoana | UDA                |
| 7    | Vânia            | Vila Nova          |
| 6    | Naytielle        | Vila Nova          |
| 5    | Tamara           | Ipojuca            |
| 4    | Cristina Lima    | Doce Mel           |
| 4    | Lais Fernanda    | Juventude-SE       |
| 4    | Nenê             | Atlético Piauiense |
| 4    | Taty             | Rolim de Moura     |

### Hat-trick
Estes foram os hat-tricks do Campeonato:
|   | Jogadora | Gols          | Mandante           | Placar | Visitante          | Data         | Etapa     | Ref.   |
| - | -------- | ------------- | ------------------ | ------ | ------------------ | ------------ | --------- | ------ |
| 1 | Tatiane  | 28', 31', 76' | Rolim de Moura     | 10 – 0 | Recanto Interativo | 3 de maio    | 2ª rodada | [ 12 ] |
| 2 | Greice   | 8', 25', 55'  | Criciúma           | 6 – 1  | Toledo             | 4 de maio    | 2ª rodada | [ 13 ] |
| 3 | Silmara  | 7', 13', 44'  | IAPE               | 1 – 9  | Atlético Piauiense | 10 de maio   | 3ª rodada | [ 14 ] |
| 4 | Nenê     | 31', 61', 66' | Atlético Piauiense | 4 – 0  | Vila Nova          | 16 de agosto | Final     | [ 15 ] |

## Classificação geral
| Pos | Equipe                 | Pts | J  | V | E | D | GP | GC | SG  | Classificação ou descenso                                 |
| --- | ---------------------- | --- | -- | - | - | - | -- | -- | --- | --------------------------------------------------------- |
| 1   | Atlético Piauiense     | 28  | 11 | 9 | 1 | 1 | 36 | 9  | +27 | Campeão e classificado à Série A2 2026                    |
| 2   | Vila Nova              | 24  | 11 | 7 | 3 | 1 | 23 | 15 | +8  | Vice-campeão e classificado à Série A2 2026               |
| 3   | Itabirito              | 15  | 9  | 3 | 6 | 0 | 12 | 8  | +4  | Eliminados nas semifinais e classificadas à Série A2 2026 |
| 4   | Doce Mel               | 12  | 9  | 3 | 3 | 3 | 11 | 11 | 0   | Eliminados nas semifinais e classificadas à Série A2 2026 |
| 5   | Pérolas Negras         | 15  | 7  | 4 | 3 | 0 | 9  | 4  | +5  | Eliminados nas quartas                                    |
| 6   | UDA                    | 14  | 7  | 4 | 2 | 1 | 13 | 6  | +7  | Eliminados nas quartas                                    |
| 7   | Ceará                  | 11  | 7  | 3 | 2 | 2 | 12 | 9  | +3  | Eliminados nas quartas                                    |
| 8   | Operário-MS            | 10  | 7  | 3 | 1 | 3 | 12 | 11 | +1  | Eliminados nas quartas                                    |
| 9   | Galvez                 | 12  | 5  | 4 | 0 | 1 | 11 | 8  | +3  | Eliminados nas oitavas                                    |
| 10  | Coritiba               | 9   | 5  | 3 | 0 | 2 | 7  | 5  | +2  | Eliminados nas oitavas                                    |
| 11  | Ypiranga-AP            | 8   | 5  | 2 | 2 | 1 | 6  | 5  | +1  | Eliminados nas oitavas                                    |
| 12  | Ipojuca                | 8   | 5  | 2 | 2 | 1 | 7  | 8  | −1  | Eliminados nas oitavas                                    |
| 13  | Brasil de Farroupilha  | 6   | 5  | 2 | 0 | 3 | 6  | 5  | +1  | Eliminados nas oitavas                                    |
| 14  | Juventude-SE           | 6   | 5  | 1 | 3 | 1 | 9  | 9  | 0   | Eliminados nas oitavas                                    |
| 15  | Rolim de Moura         | 4   | 5  | 1 | 1 | 3 | 14 | 10 | +4  | Eliminados nas oitavas                                    |
| 16  | Tuna Luso              | 4   | 5  | 1 | 1 | 3 | 5  | 9  | −4  | Eliminados nas oitavas                                    |
| 17  | Tarumã                 | 4   | 3  | 1 | 1 | 1 | 8  | 3  | +5  | Eliminados na primeira fase                               |
| 18  | Prosperidade           | 4   | 3  | 1 | 1 | 1 | 3  | 4  | −1  | Eliminados na primeira fase                               |
| 19  | União-RN               | 3   | 3  | 1 | 0 | 2 | 7  | 3  | +4  | Eliminados na primeira fase                               |
| 20  | Criciúma               | 3   | 3  | 1 | 0 | 2 | 8  | 6  | +2  | Eliminados na primeira fase                               |
| 21  | Mixto-PB               | 3   | 3  | 1 | 0 | 2 | 5  | 4  | +1  | Eliminados na primeira fase                               |
| 22  | São Raimundo-RR        | 3   | 3  | 1 | 0 | 2 | 3  | 3  | 0   | Eliminados na primeira fase                               |
| 23  | Manaus                 | 3   | 3  | 1 | 0 | 2 | 3  | 6  | −3  | Eliminados na primeira fase                               |
| 24  | Realidade Jovem        | 2   | 3  | 0 | 2 | 1 | 1  | 3  | −2  | Eliminados na primeira fase                               |
| 25  | CRESSPOM               | 1   | 3  | 0 | 1 | 2 | 0  | 2  | −2  | Eliminados na primeira fase                               |
| 26  | Pinda                  | 1   | 3  | 0 | 1 | 2 | 0  | 2  | −2  | Eliminados na primeira fase                               |
| 27  | Operário FC            | 1   | 3  | 0 | 1 | 2 | 6  | 9  | −3  | Eliminados na primeira fase                               |
| 28  | Atlético de Alagoinhas | 1   | 3  | 0 | 1 | 2 | 5  | 9  | −4  | Eliminados na primeira fase                               |
| 29  | Guarani de Paripueira  | 0   | 3  | 0 | 0 | 3 | 1  | 8  | −7  | Eliminados na primeira fase                               |
| 30  | Toledo                 | 0   | 3  | 0 | 0 | 3 | 2  | 12 | −10 | Eliminados na primeira fase                               |
| 31  | Recanto Interativo     | 0   | 3  | 0 | 0 | 3 | 2  | 21 | −19 | Eliminados na primeira fase                               |
| 32  | IAPE                   | 0   | 3  | 0 | 0 | 3 | 1  | 21 | −20 | Eliminados na primeira fase                               |

1. 1 2  Cartões vermelhos: Cresspom 0, Pinda 1.